# Hermelinda Linda
Hermelinda Linda (y originalmente Brujerías) es una serie de historieta satírica publicada entre la década de los años setenta y finales de los ochenta en México por Editormex Mexicana S.A. Fue un cómic autóctono exitoso, del cual se realizaron dos adaptaciones fílmicas.

## Creación y trayectoria editorial
La paternidad de la serie es objeto de polémica. Según los créditos de historieta Tormenta infernal, aparecida en el número 1 de "Brujerias" (fecha de salida del 18 de agosto de 1965), el argumento y realización de esta primera entrega es de José Cabezas García.
Óscar González Guerrero arguye que el concepto original era suyo, y que para buscar el diseño de la bruja Hermelinda, se apoyó en la figura de Fausto Buendía (dibujante), quien habría fungido como modelo para el desarrollo del universo y el estilo que su autor tenía preconcebido y le tomó una serie de fotografías para después pasar a lo que hoy conocemos. Otros dibujantes fueron Pedro Núñez y Joaquín Mejía.[cita requerida]
Durante los primeros 25 números la historieta se llamó Brujerías. Luego de que la Secretaría de Gobernación cuestionó el título, argumentando una mala influencia para los consumidores, ésta cambió su nombre por el de Hermelinda Linda.
Óscar González Guerrero dice haber determinado el estilo cómico de esta historieta. La historieta alcanzó ventas a 600 mil ejemplares semanales.[cita requerida] Hermelinda Linda salvó de la quiebra a Editormex Mexicana,[cita requerida] editorial propiedad de Georgio Torelli, e hicieron otra con las ganancias que generó este título: Litorel.

## Argumento
Lo peculiar de la línea argumental de esta bruja era la fealdad física del personaje, que sin embargo no significaba un obstáculo para lograr con sus hechizos y pócimas, el más ferviente deseo de sus clientes y así mismo lograr lo que ella quisiera: viajar a grandes países o a exóticos lugares y hasta convertirse en una hermosa dama. Llena de humor negro, macabra picardía, hermosas mujeres semidesnudas y chistes de doble sentido, los "trabajitos" que solían solicitarle a la bruja casi siempre tenían algo que ver con alguno de los pecados capitales.

### Personajes
- Hermelinda Linda
- Arlene (hija de Hermelinda Linda)
- La Nana Chona (bruja y mamá de Hermelinda)
- Apolinar (encargado del súper mortuario)
- Aniceto Verduzco (brujo)
- Blanca Nieves (bruja)
- Irma Chipotles (bruja)
- Bonga Bonga (bruja nigeriana)
- Kalinova (bruja kracoviana)

## Versión fílmica
Hay dos adaptaciones al cine mexicano, estelarizadas por Evita Muñoz "Chachita": Hermelinda Linda (1984) y Agente 0013: Hermelinda Linda 2. (1986).